# Vought YA-7F
O Vought YA-7F "Strikefighter" foi um protótipo de caça-bombardeiro transônico baseado no subsônico A-7 Corsair II. Dois protótipos foram convertidos a partir de A-7Ds. O YA-7F não foi comprado e sua tarefa foi executada pelo F-16 Fighting Falcon.

## Projeto e desenvolvimento
Em 1985, a USAF solicitou propostas para uma aeronave de ataque rápida devido a preocupações de que o A-10 Thunderbolt II era lento demais para cumprir sua missão. O projeto precisava de um novo motor, sendo ou o Pratt & Whitney F100-PW-220 ou o General Electric F110-GE-100. A LTV respondeu à solicitação com o YA-7F, uma versão supersônica do A-7 motorizada por um F100-PW-220 com 26,000 lbf (116 kN) de empuxo. Durante o processo de desenvolvimento, a revista AW&ST reportou que, no início, a LTV também experimentou adaptar o módulo de pós-combustão de um F100-PW-220 ao motor já existente Allison TF41. Pelo fato de o TF41 ter uma maior razão de diluição, a adição da pós-combustão produziu um empuxo muito maior (26.000#t.) que o F100 podia produzir (que era de 23,770#t), mantendo ainda uma melhor economia de combustível. Para acomodar o motor mais longo, a fuselagem foi aumentada em 1,22m. Novas seções de fuselagem foram colocadas tanto na parte dianteira como traseira - uma seção de 76 cm na frente da asa e outra de 46 cm atrás. Eram três os motivos: (1) acomodar o motor mais longo, (2) resolver problemas aerodinâmicos com a nova forma, e (3) resolver problemas de distribuição de peso. O aumento no volume interno permitiu maior quantidade de combustível disponível e outras melhorias. A asa foi reforçada e equipada com novos flaps aumentados, extensões no bordo de ataque e flap de manobra automático.

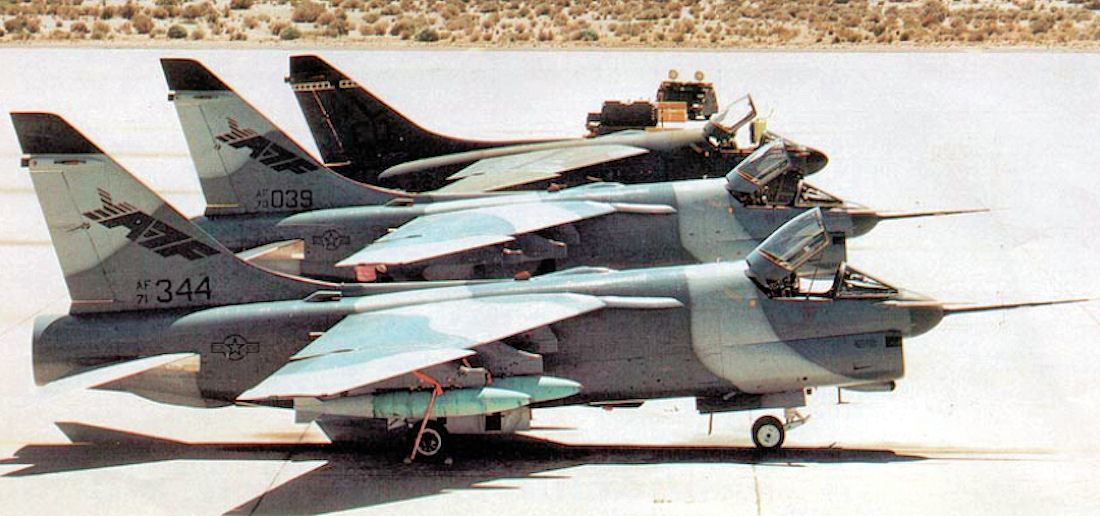
Ambos os protótipos do 445º Esquadrão de Teste de Voo do YA-7F Corsair IIs com um A-7D baseado em Edwards

A altura do estabilizador vertical foi aumentada em cerca de 25 cm e as superfícies de controle foram aplanadas. O resultado final lembrava o supersônico F-8 Crusader do qual o subsônico original A-7 foi derivado. Vários sistemas do veículo e de missão foram modificados e atualizados com tecnologia de ponta, incluindo um Sistema de Geração de Oxigênio Molecular "Sieve" e melhorias na cabine de pilotagem. Sistemas de ataque noturno a baixa altura, um HUD melhor e várias melhorias em software foram planejadas e estavam sendo desenvolvidas em conjunto com a Vought Dallas.
O novo supersônico A-7 podia acelerar com uma carga de 17 380 lb (7 880 kg) de 400 a 550 kn (1 020 km/h) em menos de 15 segundos e manter Mach 1.2 por longos períodos de tempo com combustível extra. As modificações do YA-7F permitiram uma capacidade de curvas de 7-g, permitindo manobras evasivas em alta velocidade, além de melhorias no desempenho voando com alto ângulo de ataque. Dois A-7Ds foram extensamente modificados, tendo o primeiro voado em 29 de novembro de 1989, quebrando a barreira do som em seu segundo voo. O segundo protótipo voou em 3 de abril de 1990.
O projeto foi cancelado devido a relações melhores com antigos adversários, menor orçamento para a defesa, e a Guarda Aérea Nacional, então maior operador do A-7, favorecendo a produção do F-16 Fighting Falcon.[carece de fontes?]

## Variantes

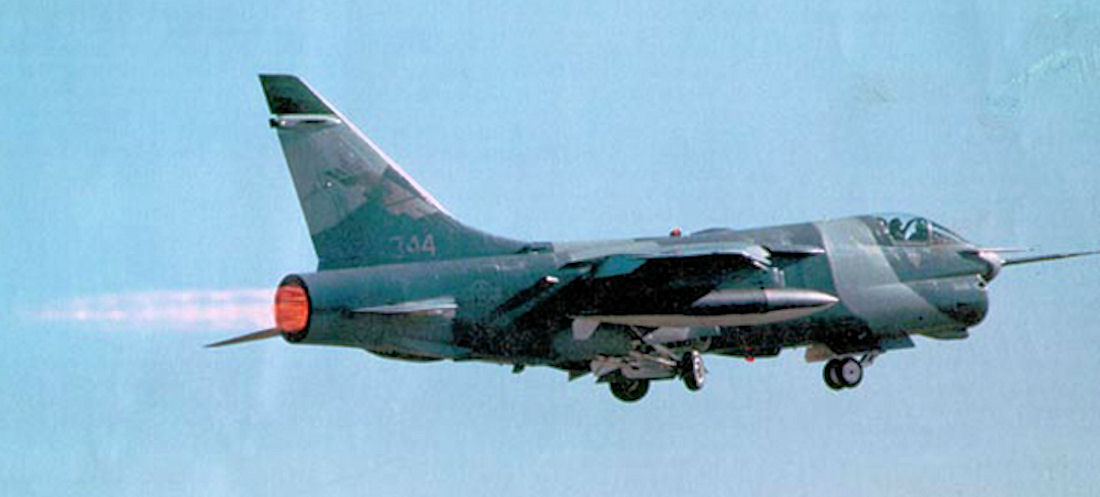
Protótipo do YA-7F nº 71-0344 em 1989 com pós-combustão em voo

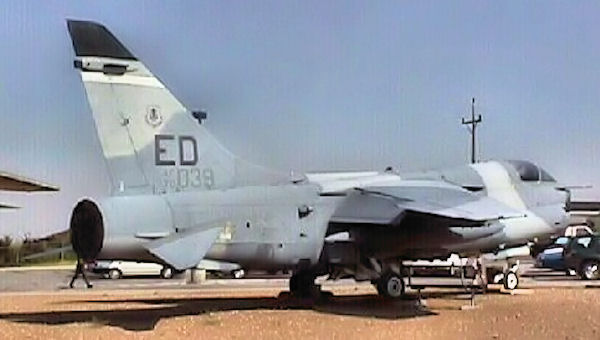
YA-7F, S/N 70-1039, no Hill Aerospace Museum

YA-7F (A-7D Plus / A-7 Strikefighter)
Versão maior, supersônica do A-7 motorizada por um motor turbofan Pratt & Whitney F100-220, cancelado após apenas duas aeronaves terem sido produzidas.

## Operadores
Estados Unidos
- Força Aérea dos Estados Unidos

## Aeronaves em exibição
- 70-1039 - Hill Aerospace Museum, Hill AFB, Utah.[2]
- 71-0344 - Air Force Flight Test Center Museum, Base Aérea de Edwards, California.[3]